# Lưu Nghĩa Chân
Lưu Nghĩa Chân (chữ Hán: 刘义真, 407 - 15 tháng 7 năm 424), tức Lư Lăng Hiếu Hiến vương (庐陵孝献王), là tông thất nhà Lưu Tống trong lịch sử Trung Quốc.

## Thân thế
Lưu Nghĩa Chân là con trai thứ hai của Tống Vũ Đế Lưu Dụ, vua khai quốc của nhà Lưu Tống. Thân mẫu của ông là Tôn Tu hoa, vợ lẽ của Lưu Dụ. Nghĩa Chân chào đời vào năm 407, khi cha ông vẫn còn là tướng phục vụ cho triều đình nhà Tấn.

## Giữ Trường An
Do danh vọng của phụ thân nên ngày từ nhỏ, Lưu Nghĩa Chân đã được phong nhiều chức vụ quan trọng. Sang năm 413, đời Tấn An Đế, ông được ban tước Quế Dương huyện công, thực ấp 1000 hộ. Đến năm 417, khi Lưu Dụ diệt Hậu Tần, lại phong cho ông làm Đô đốc va huyện Hà Đông, Bình Dương, Hà Bắc thuộc ba châu Ung, Lương Tần, Tây Nhung giáo úy, An Tây tướng quân, Thứ sử Ung châu. Khi Lưu Dụ về kinh, dân trong thành đến xin ở lại. Lưu Dụ không thể không về, lại không muốn phật lòng dân, bèn lưu ông lại trấn thủ Trường An, đồng thời cử Vương Tu là Trưởng sử, cùng Vương Tấn Ác, Trầm Điền Tử giúp đỡ Nghĩa Chân. Lưu Nghĩa Chân được thăng lên làm Đốc Tịnh Đông Tần nhị châu chư quân sự, thứ sử Đông Tần châu.
Tuy nhiên tình hình Trường An nhanh chóng rơi vào rối loạn. Trần Điền Tử giết Vương Trấn Ác, Vương Tu lại giết Trầm Điền Tử. Lưu Nghĩa Chân tuy là người giữ Trường An nhưng do tuổi nhỏ, không nắm được nhiều quyền lực. Có người oán ghét Vương Tu, bèn gièm pha với Nghĩa Chân. Ông sai người giết Tu. Từ khi Vương Tu chết, không còn tướng chỉ huy, Trường An nhanh chóng suy sụp, lại bị nước Hạ lăm le đe dọa.
Năm 418, Lưu Dụ lo sợ về sự an toàn của Nghĩa Chân, bèn phái Chu Linh Thạch ra thay trấn thủ Trường An, triệu ông về kinh. Đến tháng 10 cùng năm, Nghĩa Chân về tới Kiến Khang. Thành Trường An về sau bị nước Hạ chiếm lấy.

## Cái chết tức tưởi
Năm 420, Lưu Dụ đoạt ngôi nhà Tấn, lập ra nhà Lưu Tống. Ngày 18 tháng 7 năm đó, Nghĩa Chân được tiến tước Lư Lăng vương, thực ấp 3000 hộ, dời sang ở đất Đông Thanh. Sang ngày 6 tháng 3 năm 421, được phong chức Tư đồ, đến ngày 11 tháng 4 năm 422, Nghĩa Chân được cải nhậm làm Xa kị tướng quân, Khai phủ nghi đồng tam ti, Thị trung, đô đốc các châu Nam Dự, Dự, Ung, Tư, Tần, Tịnh, thứ sử Nam Dự châu, trấn thủ ở Lịch Dương.
Nghĩa Chân là người thông minh, yêu văn nghĩa, nhưng bị đánh giá không có đức nghiệp. Ông kết giao với Tạ Linh Vận ở Trần quận, Nhan Diên Chi ở quận Lang Nha, Tuệ LÂm Đạo, nên rất sủng tín ba người này. Năm 422, Vũ Đế mất, Thiếu Đế nối ngôi. Nghĩa Chân cầm quyền trong triều, bổ dụng Diên Chi làm Tể tướng, Tuệ Lâm làm Tây Dự châu đô đốc.
Năm 424, đám gian thần Từ Tiện Chi, Phó Lượng... nổi loạn phế Thiếu Đế. Bấy giờ do là con thứ hai của Vũ Đế nên đáng lẽ Nghĩa Chân được lập lên ngôi, nhưng Tiện Chi không chịu, bèn gán tội cho ông và lập con thứ ba của Vũ Đế là Nghi Đô vương Lưu Nghĩa Long làm vua, tức Tống Văn Đế. Nghĩa Chân bị phế làm thứ nhân, đày sang quận Tân An.
Ngày 15 tháng 7 năm 424, Từ Tiện Chi sai người giết Lưu Nghĩa Chân. Lúc mất, ông mới được 18 tuổi, không có con nối dõi.

## Được minh oan và truy phong
Tháng 8 năm 424, Tống Văn Đế do thương cảm cái chết của Nghĩa Chân, bèn cho đón Tôn Tu hoa và phu nhân Lư Lăng là Tạ phi về kinh phụng dưỡng. Sang năm 426, Văn Đế giết Tiện Chi, bèn ra lệnh minh oan cho ông, tặng thụy hiệu là Hiếu Hiến. Ngày 26 tháng 1 năm 433, Văn Đế lập con thứ năm là Lưu Thiệu làm Lư Lăng vương, kế tục Nghĩa Chân.